# Iván Strebkov
Ivan Vitalevich Strebkov (en ruso Иван Витальевич Стребков, Almatý, Kazajistán, 18 de abril de 1988) es un baloncestista ruso que pertenece a la plantilla del Nizhni Nóvgorod de la VTB United League. Con 1,93 metros de estatura, juega en la posición de base.

## Trayectoria deportiva

### Profesional
Comenzó su andadura en el baloncesto en las categorías inferiores del PBC CSKA Moscú, llegando al segundo equipo en 2011, donde jugó dos temporadas, promediando en la primera de ellas 10,9 puntos, 4,9 asistencias y 4,2 rebotes por partido, y 12,4 puntos, 4,8 asistencias y 4,1 rebotes en la segunda.
En enero de 2013 fue cedido al Avtodor Saratov hasta final de la temporada, promedianto 7,8 puntos y 3,4 rebotes por partido. La cesión que se prolongó una temporada más. Regresó en 2014 al PBC CSKA Moscú, ya incorporándose al primer equipo, donde jugó una temporada en la que promedió 2,4 puntos por partido.
En julio de 2015 firmó contrato por el BC Nizhni Nóvgorod por dos temporadas. donde en su primera temporada promedió 7,8 puntos y 2,1 asistencias saliendo desde el banquillo. En enero de 2017 firmó una extensión de su contrato por dos temporadas más, tras hacerse con la titularidad y promediar 15,5 puntos y 5,2 asistencias en la VTB United League.

### Selección nacional
Fue un jugador habitual en las categorías inferiores de la selección de Rusia, disputando el europeo sub-16 en 2007 y el sub-20 en 2011. Logró la medalla de bronce en la Universiada de 2015, torneo en el que promedió 11,6 puntos y 2,8 asistencias por partido.